# Meinhard Meuche-Mäker

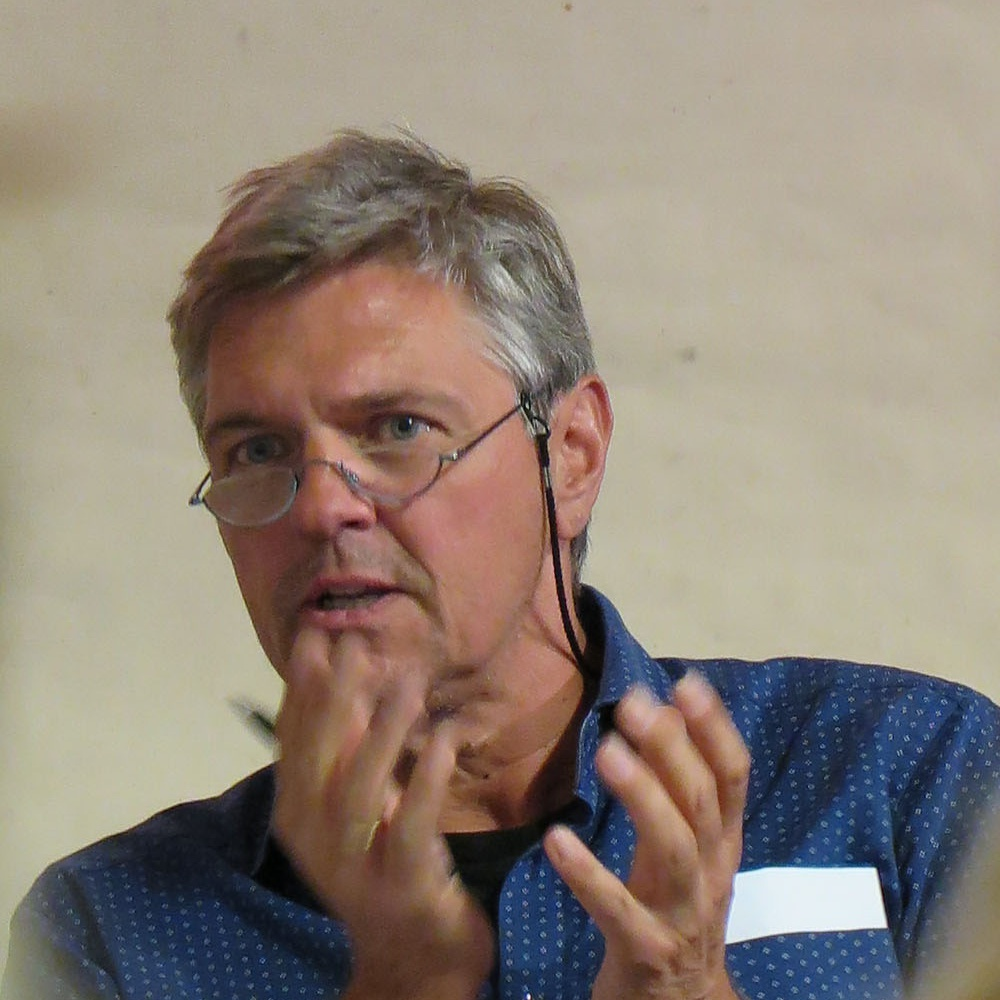
Meinhard Meuche-Mäker, 2018

Meinhard Meuche-Mäker (* 1958 in Hamburg) ist ein deutscher Politologe und Parteienforscher. Er war Geschäftsführer der Hamburger Landesstiftung und Leiter des Hamburger Regionalbüros der Rosa-Luxemburg-Stiftung.

## Biografie
Meuche-Mäker wurde in Hamburg-Lokstedt geboren und erwarb das Abitur am Gymnasium Kaiser-Friedrich-Ufer. Sein Studium der Politikwissenschaften an der Universität Hamburg absolvierte er 1985 mit Diplom. In den Neunzigerjahren war er Mitglied der Marxistischen Abendschule Hamburg, deren Vorstand er später angehörte. Er war 1996 Gründungsmitglied der Hamburger Rosa-Luxemburg-Stiftung, arbeitete zwischenzeitlich im Hamburger Büro der PDS-Bundestagsfraktion und als Politikberater.
Zur Bundestagswahl 2002 kandidierte Meuche-Mäker im Wahlkreis Hamburg-Eimsbüttel als Direktkandidat für die PDS. Hierzu äußerte er: „Ich verstehe mich nicht als Berufspolitiker. Vor allem möchte ich dem Klischee entgegenwirken ‚da kann man sowieso nichts dran ändern; die da oben machen, was sie wollen‘, sondern dagegen setzen [...]“.
Er leitete von 2006 bis 2024 das Hamburger Büro der Rosa-Luxemburg-Stiftung.

## Werk und Rezeption
Über DIE LINKE. Wohin verändert sie die Republik? schrieb Mario Candeias, das Werk lote „mögliche Entwicklungsszenarien für unterschiedliche politische Projekte aus“ und liefere „empirische Analysen zur Sicht der Akteure auf die Bildung der neuen Partei“. Anke Rösener bemerkte, das Buch biete Anstöße „zu einer Strategiediskussion der Linken insgesamt“.
Harald Bergsdorf bemerkte zu Die PDS im Westen 1990–2005: Schlussfolgerungen für eine neue Linke, Meuche-Mäker – der „erläutert, warum der Westen zumindest bis 2005 für PDS-Wahlkämpfer ein schwieriges Pflaster war“ – lasse Differenzen zwischen der west- und ostdeutschen Linken außer Acht. So passe „linksextremer Anarchismus im Westen und SED-geschulter Antipluralismus oft schwerlich zusammen“. In der Annotierten Bibliografie der Politikwissenschaft wird auf die Abhandlung als „konkreter Leitfaden für eine erfolgreiche Transformation der PDS in den westdeutschen Bundesländern“ verwiesen.
Nach Florian Hartleb haben die Autoren mit Aufstieg und Fall des Ronald Barnabas Schill – Skizzen zur Schillschen Variante des bundesdeutschen Rechtspopulismus „ausführlich zur Schill-Partei Stellung bezog[en]“. Im Blick nach Rechts wurde die Schrift als „informative Broschüre“ besprochen.
Abseits von seiner wissenschaftlichen Arbeit ist Meuche-Mäker Mitherausgeber und Coautor zweier Reiseführer. In der Frankfurter Allgemeinen Zeitung wurde Südfrankreich. Ein Reisebuch als „facettenreich“ und „informativ“ beschrieben. Es werde „erfrischend gegen Klischees und gegen Vorurteile hergezogen“ und biete „Sachen, die man sonst selten zu lesen bekommt, zum Beispiel über das Lager Les Milles“.

## Schriften (Auswahl)

### Bücher und Beiträge in Sammelwerken
- mit Andreas Speit und Heino Windt: Aufstieg und Fall des Ronald Barnabas Schill – Skizzen zur Schillschen Variante des bundesdeutschen Rechtspopulismus (= Hamburger Skripte. Band 6). Rosa-Luxemburg-Bildungswerk, Hamburg 2004 (PDF).
- Die PDS im Westen 1990–2005. Schlussfolgerungen für eine neue Linke (= Texte/Rosa-Luxemburg-Stiftung. Band 25). Dietz, Berlin 2005, ISBN 3-320-02073-0 (PDF).
- Die Linkspartei.PDS auf dem Weg zur neuen Linken: Anforderungen an eine politikfähige Partei. Hamburg 2006 (PDF).
- Der Blick von Innen. Die Sicht von Akteuren auf die Bildung der Partei DIE LINKE. In: Michael Brie, Meinhard Meuche-Mäker, Cornelia Hildebrandt (Hrsg.): DIE LINKE. Wohin verändert sie die Republik? (= Texte/Rosa-Luxemburg-Stiftung. Band 40). Dietz, Berlin 2007, ISBN 978-3-320-02123-8, S. 46–89 (PDF).

### Fachartikel
- mit Cornelia Hildebrandt: Linke Regierung. Chancen und Herausforderungen radikaler Realpolitik. In: Neues Deutschland, Neues Deutschland Druckerei und Verlag, 19. April 2010.
- Sieg des Elternwillens? Zur gescheiterten Schulreform in Hamburg. In: Luxemburg, Jahrgang 3, Nr. 1, 2011 (PDF).

### Nicht-fachliche Veröffentlichungen
- mit Hendrikje ter Vehn, Sabine Rodewyk (Hrsg.): Paris: Stadtreisebuch. VSA, Hamburg 1989, ISBN 3-87975-505-1.
- mit Jürgen Zichnowitz (Hrsg.): Südfrankreich. Ein Reisebuch. VSA, Hamburg 1991, ISBN 3-87975-548-5.